# Elecciones estatales de Tamaulipas de 2024
Las elecciones estatales de Tamaulipas de 2024 se llevaron a cabo el domingo 2 de junio de 2024 y en ellas se renovaron los siguientes cargos de elección popular del estado mexicano de Tamaulipas:
- 36 diputados estatales: 22 diputados electos por mayoría relativa y 14 designados mediante representación proporcional para integrar la LXVI Legislatura.
- 43 ayuntamientos: Compuestos por un presidente municipal, un síndico y un grupo de regidores. Electos para un periodo de tres años.

## Organización

### Partidos políticos
En las elecciones estatales tienen derecho a participar los siete partidos políticos con registro nacional: Partido Acción Nacional (PAN), Partido Revolucionario Institucional (PRI), Partido de la Revolución Democrática (PRD), Partido del Trabajo (PT), Partido Verde Ecologista de México (PVEM), Movimiento Ciudadano (MC) y Movimiento Regeneración Nacional (Morena).

### Distritos electorales
Para la elección de diputados de mayoría relativa del Congreso del Estado de Tamaulipas, el estado se divide en 22 distritos electorales. La distritación electoral vigente fue publicada por el Instituto Nacional Electoral en diciembre de 2022.
| Distrito | Cabecera        | Municipios | Mapa |
| -------- | --------------- | ---------- | ---- |
| 1        | Nuevo Laredo    | 1          |      |
| 2        | Nuevo Laredo    | 1          |      |
| 3        | Nuevo Laredo    | 6          |      |
| 4        | Reynosa         | 1          |      |
| 5        | Reynosa         | 1          |      |
| 6        | Reynosa         | 1          |      |
| 7        | Reynosa         | 1          |      |
| 8        | Río Bravo       | 2          |      |
| 9        | Valle Hermoso   | 2          |      |
| 10       | Matamoros       | 1          |      |
| 11       | Matamoros       | 1          |      |
| 12       | Matamoros       | 1          |      |
| 13       | San Fernando    | 13         |      |
| 14       | Ciudad Victoria | 1          |      |
| 15       | Ciudad Victoria | 1          |      |
| 16       | Xicoténcatl     | 13         |      |
| 17       | Ciudad Mante    | 3          |      |
| 18       | Altamira        | 1          |      |
| 19       | Miramar         | 2          |      |
| 20       | Ciudad Madero   | 1          |      |
| 21       | Tampico         | 1          |      |
| 22       | Tampico         | 1          |      |

## Resultados

### Congreso del Estado
|  | 49 % |

|  | 25.07 % |

|  | 7.6 % |

|  | 5.58 % |

|  | 4.83 % |

|  | 3.31 % |

|  | 1.26 % |

|  | 0.25 % |

|  | 3.1 % |

|  | 100 % |

### Ayuntamientos
|  | 45.05 % |

|  | 29.91 % |

|  | 8.22 % |

|  | 4.75 % |

|  | 4.16 % |

|  | 2.88 % |

|  | 1.49 % |

|  | 0.82 % |

|  | 2.72 % |

|  | 100 % |

#### Altamira
|  | 70.27 % |

|  | 18.14 % |

|  | 4.83 % |

|  | 4.23 % |

|  | 97.48 % |

|  | 2.46 % |

|  | 0.06 % |

|  | 52.93 % |

#### Ciudad Madero
|  | 51.96 % |

|  | 39.21 % |

|  | 5.41 % |

|  | 1.36 % |

|  | 97.94 % |

|  | 1.95 % |

|  | 0.11 % |

|  | 60.11 % |

#### El Mante
|  | 53.8 % |

|  | 40.11 % |

|  | 2.98 % |

|  | 0.85 % |

|  | 97.74 % |

|  | 2.21 % |

|  | 0.05 % |

|  | 61.94 % |

#### Gustavo Díaz Ordaz
|  | 64.26 % |

|  | 27.75 % |

|  | 5.21 % |

|  | 97.22 % |

|  | 2.7 % |

|  | 0.08 % |

|  | 61.27 % |

#### Matamoros
|  | 58.71 % |

|  | 25.27 % |

|  | 13.35 % |

|  | 97.33 % |

|  | 2.04 % |

|  | 0.64 % |

|  | 49.39 % |

#### Miguel Alemán
|  | 46.46 % |

|  | 38 % |

|  | 12.23 % |

|  | 0.31 % |

|  | 97 % |

|  | 2.99 % |

|  | 0.02 % |

|  | 57.27 % |

#### Nuevo Laredo
|  | 49.3 % |

|  | 46.93 % |

|  | 1.93 % |

|  | 98.16 % |

|  | 1.82 % |

|  | 0.02 % |

|  | 55.81 % |

#### Reynosa
|  | 54.14 % |

|  | 24.37 % |

|  | 14.91 % |

|  | 3.56 % |

|  | 96.98 % |

|  | 2.96 % |

|  | 0.06 % |

|  | 48.24 % |

#### Río Bravo
|  | 53.64 % |

|  | 38.57 % |

|  | 2.62 % |

|  | 2.42 % |

|  | 97.26 % |

|  | 2.71 % |

|  | 0.03 % |

|  | 51.85 % |

#### Soto la Marina
|  | 49.96 % |

|  | 44.12 % |

|  | 2 % |

|  | 96.07 % |

|  | 3.81 % |

|  | 0.12 % |

|  | 66.36 % |

#### Tampico
|  | 52.13 % |

|  | 39.48 % |

|  | 5.55 % |

|  | 0.79 % |

|  | 97.94 % |

|  | 1.99 % |

|  | 0.07 % |

|  | 62.14 % |

#### Victoria
|  | 41.54 % |

|  | 40.87 % |

|  | 13.17 % |

|  | 1.36 % |

|  | 96.95 % |

|  | 2.97 % |

|  | 0.09 % |

|  | 63.08 % |